# Frédéric Finot
Frédéric Finot (Nevers, Borgonya, 20 de març de 1977) és un ciclista francès, professional entre el 1999 i el 2008.
En el seu palmarès destaca la París-Corrèze de 2005.

## Palmarès
- 1998
  - 1r als Boucles Catalanes
  - Vencedor d'una etapa del Triptyque des Monts et Châteaux
- 2000
  - Vencedor d'una etapa del Tour de Normandia
  - Vencedor d'una etapa del Tour de la Regió valona
  - Vencedor d'una etapa del Tour de l'Avenir
- 2002
  - 1r al Tour del Doubs
  - 1r al Premi de Léon
- 2003
  - Vencedor d'una etapa dels Quatre dies de Dunkerque
- 2004
  - 1r al Circuit de l'Aulne
  - 1r al Duo Normand, amb Eddy Seigneur
- 2005
  - 1r a la París-Corrèze i vencedor d'una etapa
- 2007
  - 1r al Gran Premi de la vila de Gien
  - Vencedor d'una etapa de la Ruta del Sud
- 2009
  - 1r a la Troyes-Dijon
  - Vencedor d'una etapa del Tour del cantó de Saint-Ciers
- 2010
  - Vencedor d'una etapa del Tour d'Alsàcia

### Resultats al Tour de França
- 2003. 88è de la classificació general
- 2004. 145è de la classificació general

### Resultats a la Volta a Espanya
- 2005. 122è de la classificació general
- 2006. Fora de control (16a etapa)